# Kastensarg des Idu II
Der Kastensarg des Idu II aus dem Alten Reich (späte 6. Dynastie, nach 2220 v. Chr.) gehört zur ägyptischen Sammlung des Roemer- und Pelizaeus-Museum Hildesheim. Er ist auf Grund seiner Gestaltung und seines sehr guten Erhaltungszustandes ein Beispiel für die selten gefundenen schlichten Kastensärge des Alten Reiches.

## Fundort und Geschichte
Der Kastensarg des Idu wurde 1914 während der Grabung von Hermann Junker im Ostabschnitt des Westfriedhofs in der Nekropole von Gizeh gefunden. Er befand sich in einem Anbau des Grabs des Idu Nefer (Anbau zu G 5550). Der Grabanbau umfasste den Schacht (Schacht Nr. 790) mit der Sargkammer und eine unterirdische Statuenkammer. In der Sargkammer stand der Kastensarg aus Holz, der außer dem Verstorbenen selbst auch Beigaben enthielt. Holz war zu allen Zeiten Mangelware in Ägypten. Das begehrte Zedernholz wurde aus dem Libanongebirge importiert.
Als „Vorsteher des Zedernholzhauses“ hatte Idu beste Möglichkeiten zur Beschaffung des Zedernholzes für seinen Sarg. Idu trug auch den Titel „Kämmerer des Königs“ und „Persönlicher Aktenschreiber des Königs“. Das Begräbnis des Idu ist von großer Bedeutung, weil es als eines der wenigen aus dem Alten Reich nicht geplündert wurde und es am Übergang der Bestattungsriten des Alten Reiches zu denen des Mittleren Reiches steht. Im Anbau zum Grab des Idu Nefer befanden sich eine Kopfstütze (Inv. Nr. 2519), sechs Amtsstäbe (Inv. Nr. 2512–2518), zwölf Perlen einer Halskette, Muschelschalen für Augenschminke und zwei große Leinenstoffballen als Ausstattung für den Toten.

## Darstellung
Der Sarg ist 70,2 cm hoch, 66,7 cm breit und hat eine Länge von 224,5 cm. Er ist aus sehr sorgfältig geschnittenen Zedernholzplanken zusammengesetzt. Die Planken waren auf Gehrung geschnitten und mit Dübeln verzapft. Die hölzernen Dübel sind teilweise noch erhalten, teilweise sind sie zur Sicherung des Sargs durch kleine Holznägel ersetzt worden. Die kleinen Vertiefungen zwischen zwei Dübeln erinnern an eine ältere Methode des Zusammensetzens, das Verschnüren mit Lederstreifen. Fehlstellungen und Astlöcher wurden sorgfältig ausgeglichen. Das zeigt, wie wertvoll das Material war. An allen vier Seiten entlang läuft knapp unter der Oberkante eine leicht eingeschnittene Inschriftenzeile, die mit heller Farbe ausgemalt ist. Eine weitere Inschriftenzeile steht auf dem Deckel. Sie enthalten Gebete an die Totengötter und enden stets mit Titel und Namen des Idu. Auf der nach Osten ausgerichteten Längsseite befindet sich ein doppeltes Udjat-Auge, das magischen Schutz für den Toten bedeutete und gleichzeitig Augenersatz für ihn war. Durch das Augenpaar konnte der auf der Seite liegende Tote der aufgehenden Sonne entgegensehen. Innen befand sich an dieser Stelle eine Prunkscheintür, so dass der Tote jederzeit den Sarg verlassen oder auch nur heraussehen konnte. Die Wände des Innensargs sind außerdem mit einer großen Opferliste und einem Verzeichnis der sieben wichtigsten Öle ausgemalt, die dem Toten in ihrer Wirkung zugutekommen. Im Alten Reich entwickelte sich eine Furcht vor Tier- und Menschenhieroglyphen, die – niedergeschrieben und damit zum Leben erweckt – dem Toten schaden konnten. Man verstümmelte deshalb manchmal diese Zeichen wie bei Idu die Hornviper und am Determinativ seines Namens, um ihnen ihre Macht wieder zu nehmen.